# Standseilbahn Schwyz–Stoos
| Fahrzeug der Standseilbahn (September 2022) |                      |                                                     |                            |
| Fahrplanfeld: | 2577                 |                                                     |                            |
| Streckenlänge: | 1,740 km             |                                                     |                            |
| Spurweite: | 1435 mm (Normalspur) |                                                     |                            |
| Maximale Neigung: | 1100 ‰               |                                                     |                            |
| Streckengeschwindigkeit: | 10,0 m/s = 36,0 km/h |                                                     |                            |
| |                      |                                                     |                            |
| \| \| \| Buslinie zum Bahnhof Schwyz \| \| \| \| 0.000 \| Schwyz Stoosbahn (Talstation) in Hinteres Schlattli \| 562 m ü. M. \| \| \| \| \| \| \| \| \| Muota \| \| \| \| \| Zingelifluhtunnel (245 m) \| \| \| \| \| Tunnel Ober Zingeli (80 m) \| \| \| \| 0.685 \| Ausweichstelle \| 1091 m ü. M. \| \| \| \| Stoosfluhtunnel (223 m) \| \| \| \| \| \| \| \| \| \| \| \| \| \| 1.547 \| Stoos SZ \| 1306 m ü. M. \| \| \| \| Fronalpstock \| 1920 m ü. M. \| \| \| \| Chlingenstock \| 1935 m ü. M. \| |                      |                                                     |                            |
| |                      | Buslinie zum Bahnhof Schwyz                         |                            |
| Kopfbahnhof Streckenanfang | 0.000                | Schwyz Stoosbahn (Talstation) in Hinteres Schlattli | 562 m ü. M.                |
| |                      |                                                     |                            |
| Brücke über Wasserlauf |                      | Muota                                               | Muota                      |
| Tunnel |                      | Zingelifluhtunnel (245 m)                           | Zingelifluhtunnel (245 m)  |
| Tunnel |                      | Tunnel Ober Zingeli (80 m)                          | Tunnel Ober Zingeli (80 m) |
| | 0.685                | Ausweichstelle                                      | 1091 m ü. M.               |
| Tunnel |                      | Stoosfluhtunnel (223 m)                             | Stoosfluhtunnel (223 m)    |
| Strecke |                      |                                                     |                            |
| Strecke |                      |                                                     |                            |
| Kopfbahnhof Streckenende | 1.547                | Stoos SZ                                            | 1306 m ü. M.               |
| |                      | Fronalpstock                                        | 1920 m ü. M.               |
| |                      | Chlingenstock                                       | 1935 m ü. M.               |

Die Standseilbahn Schwyz–Stoos (auch Stoosbahn) ist eine normalspurige Standseilbahn im Kanton Schwyz. Sie verbindet das Schlattli (Hinteribrig) in der Gemeinde Schwyz mit dem oberhalb Morschach liegenden Touristenort Stoos. Auf einer Länge von 1740 m überwindet sie eine Höhendifferenz von 744 m;  ihre maximale Neigung von 47,73° (110 %) unterhalb der Ausweiche macht sie zur steilsten Standseilbahn der Welt.
Sie wurde am 15. Dezember 2017 eröffnet und ersetzte die seit 1933 verkehrende alte Standseilbahn Schwyz–Stoos.

## Beschreibung

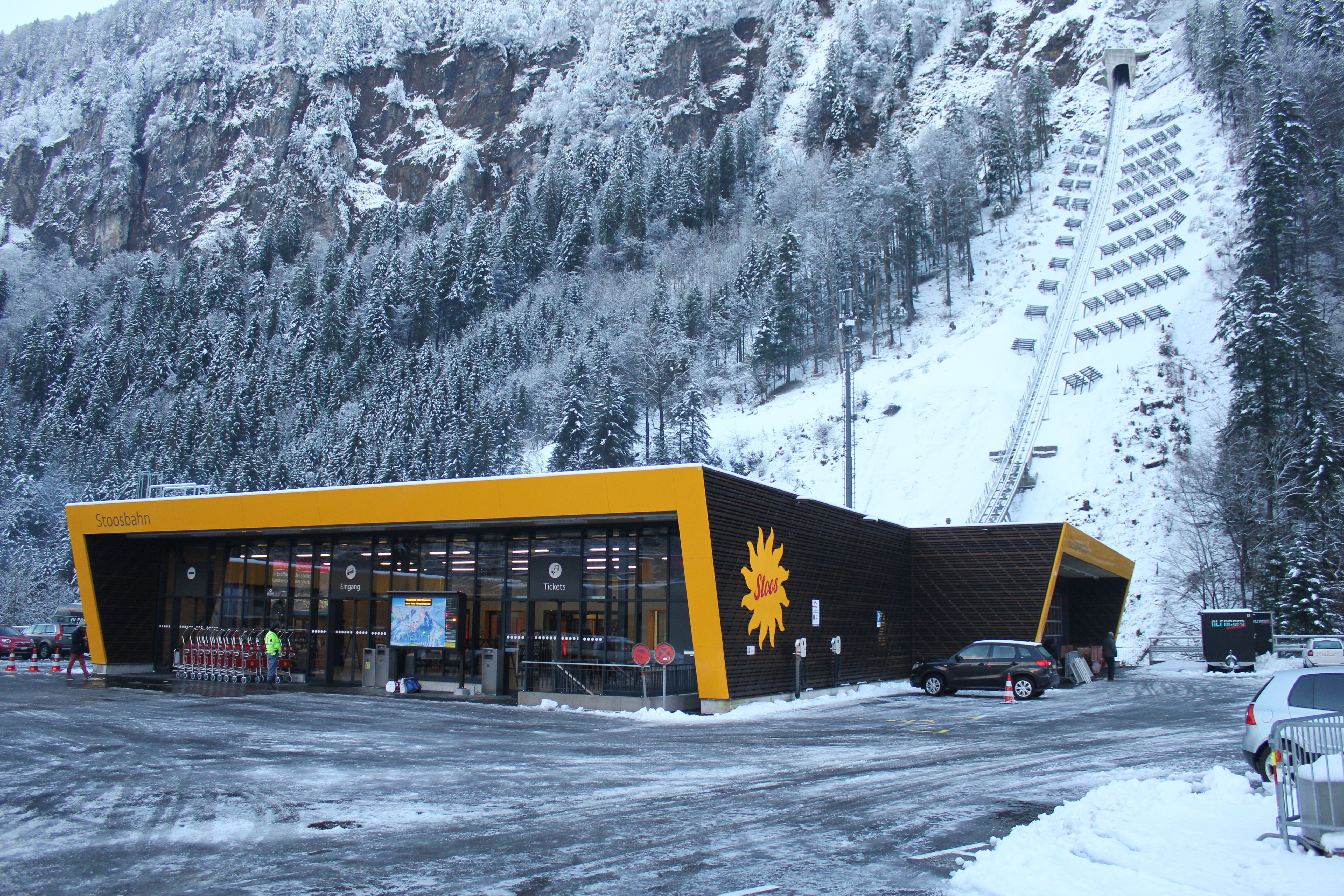
Talstation bei der Eröffnung (Dezember 2017)

Im äussersten Südosten des Gemeindegebiets des Kantonshauptorts Schwyz, etwa 300 Meter östlich der Talstation der alten Drahtseilbahn und unmittelbar an der Grenze zur Gemeinde Muotathal, befindet sich auf einer Höhe von 562 m ü. M. im «Hinteren Schlattli» die Talstation der Standseilbahn. Die 1547 m lange und vollständig geradlinig verlaufende Strecke überquert unmittelbar nach Verlassen der Talstation die Muota auf einer 90 m langen Brücke. Während diese nur leicht geneigt ist, nimmt die Steigung anschliessend rasch zu und erreicht beim Südportal des Zingelfluhtunnels (245 m) das Maximum von 1100 Promille (entspricht 47,73°). Dieses wird bis zur Mitte des nachfolgenden Tunnels Ober Zingeli (80 m) beibehalten. Nach 685 Metern befindet sich auf 1091 m ü. M. die Ausweichstelle. Im Stoosfluhtunnel (223 m), der das ehemalige öffentliche Schwimmbad am Nordrand des Stooser Hochplateaus unterquert, flacht die Strecke deutlich ab. Anschliessend beträgt die Neigung noch 90 bis 190 ‰, die Strecke verläuft kurz vor dem Streckenende eben. Die Bergstation auf 1306 m ü. M. befindet sich neben dem Hotel Klingenstock und bietet damit einen direkteren Zugang zum angrenzenden Wintersportgebiet als die frühere Drahtseilbahn. Wegen der waagerecht liegenden Gleise in beiden Endstationen musste die Anlage mit einem zusätzlichen Unterseil ausgerüstet werden.

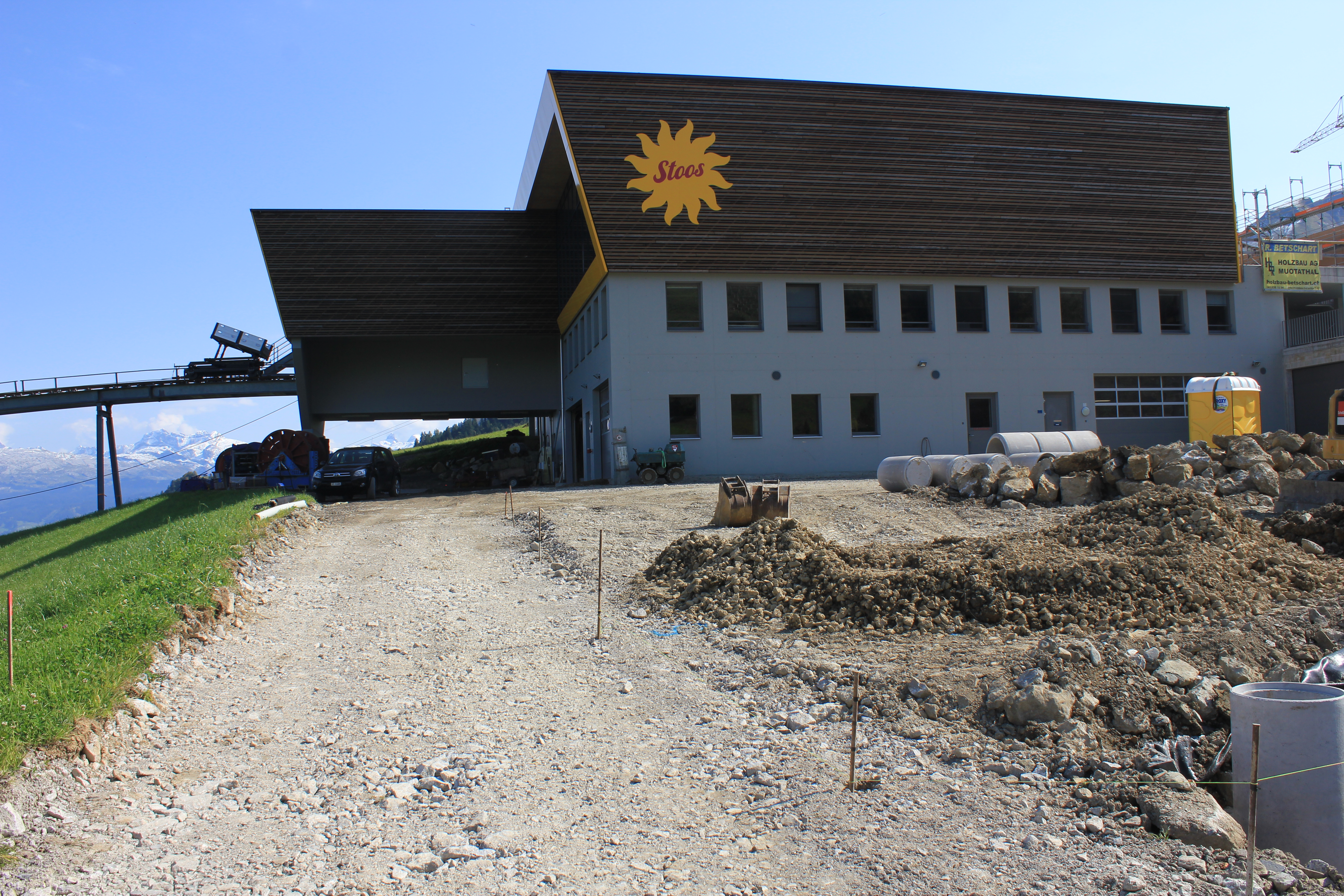
Bergstation (September 2017)

Die Standseilbahn hat folgende technische Daten:
- Länge: 1740 m
- Höhenunterschied: 744 m
- Spurweite: 1435 mm
- kleinste Neigung: 0 ‰
- maximale Neigung: 1100 ‰
- Weiche: Abtsche Weiche
- Fahrzeuge: 2 (je 136 Personen)
- Antrieb: in der Bergstation, Leistung: 1000 kW
- Zugseildurchmesser: 54 mm
- Geschwindigkeit: 10 m/s (36 km/h)
- Fahrtzeit: 4 Minuten
- Förderleistung: 1500 Personen/Stunde

Die Standseilbahn auf den Stoos ist die steilste der Welt. Zwar ist die Katoomba Scenic Railway in Australien mit einer Neigung von 1280 ‰ noch etwas steiler. Bei dieser Bahn handelt es sich jedoch technisch gesehen um einen Schrägaufzug mit vier aneinandergekoppelten Wagen, die von einem Seil auf Winde gezogen werden und deren Strecke keine Ausweichstelle besitzt.

## Fahrzeuge

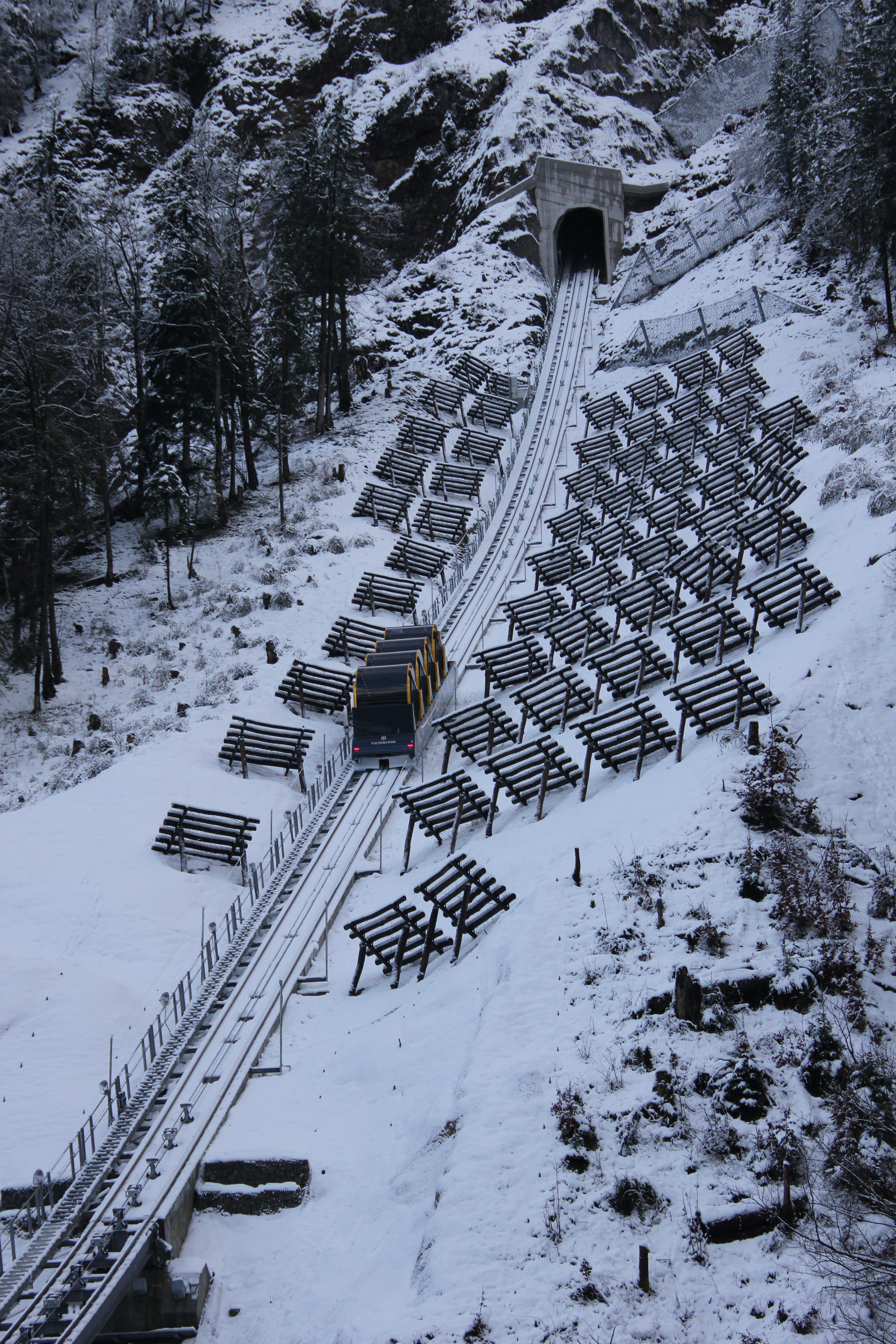
Fahrzeug im unteren Steilhang

Herkömmliche Standseilbahnen besitzen zum Ausgleich der Neigung häufig Wagen mit abgestuften Abteilen, während die Bahnsteige in den Stationen in Form von Treppen ausgeführt sind. Ein Beispiel dafür ist die alte Drahtseilbahn auf den Stoos. Die beiden von Garaventa in Goldau gebauten Wagen der neuen Standseilbahn stehen als Besonderheit vollkommen horizontal in den Stationen und trotz der extremen Steilheit der Bahn erfolgt der Ein- und Ausstieg in den Stationen auch für Personen mit Kinderwagen und Rollstühlen in alle Abteile ebenerdig. Die vier Fahrgastkabinen bestehen aus zylindrischen Elementen mit grossen Fensterflächen und Platz für je 34 Personen. Jedes Abteil wird entsprechend der gerade befahrenen Neigung hydraulisch gedreht, sodass die Fahrgastebene stets horizontal ausgerichtet ist. Güter werden auf einer Plattform transportiert, die bergseitig auf dem Fahrzeug montiert ist. Personen- und Güterverkehr sind logistisch getrennt, was ebenfalls zum Komfort beiträgt. Wegen der Verringerung der Steilheit bis in die Horizontale sind auf der Ausfahrtbrücke sowie nochmals vor dem ersten Tunnel Niederhalterollen für das Zugseil vorhanden, welche verhindern, dass das Zugseil beim Anziehen des unteren Wagens weit über die Trasse angehoben würde.

## Geschichte

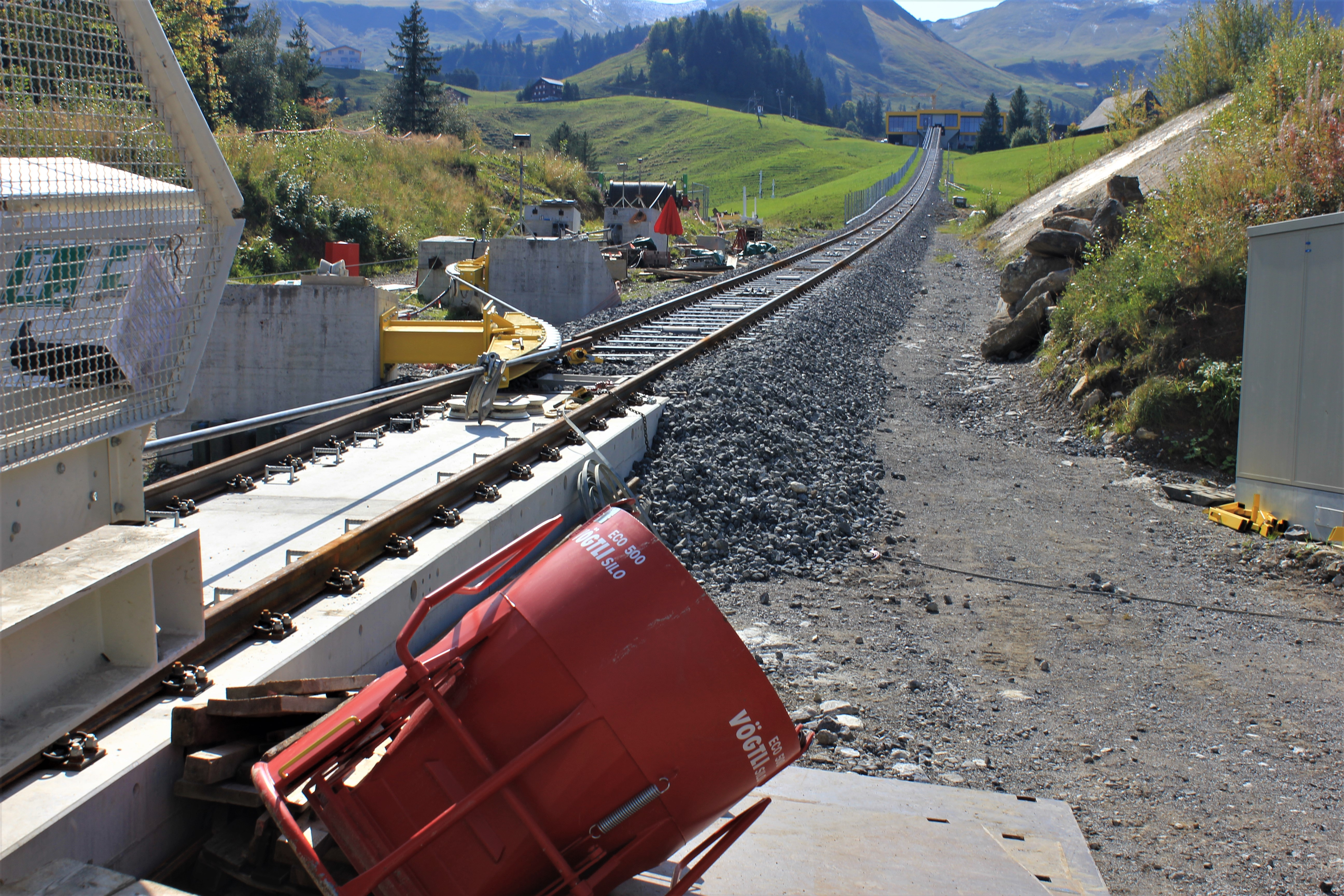
Streckenbau (September 2017)

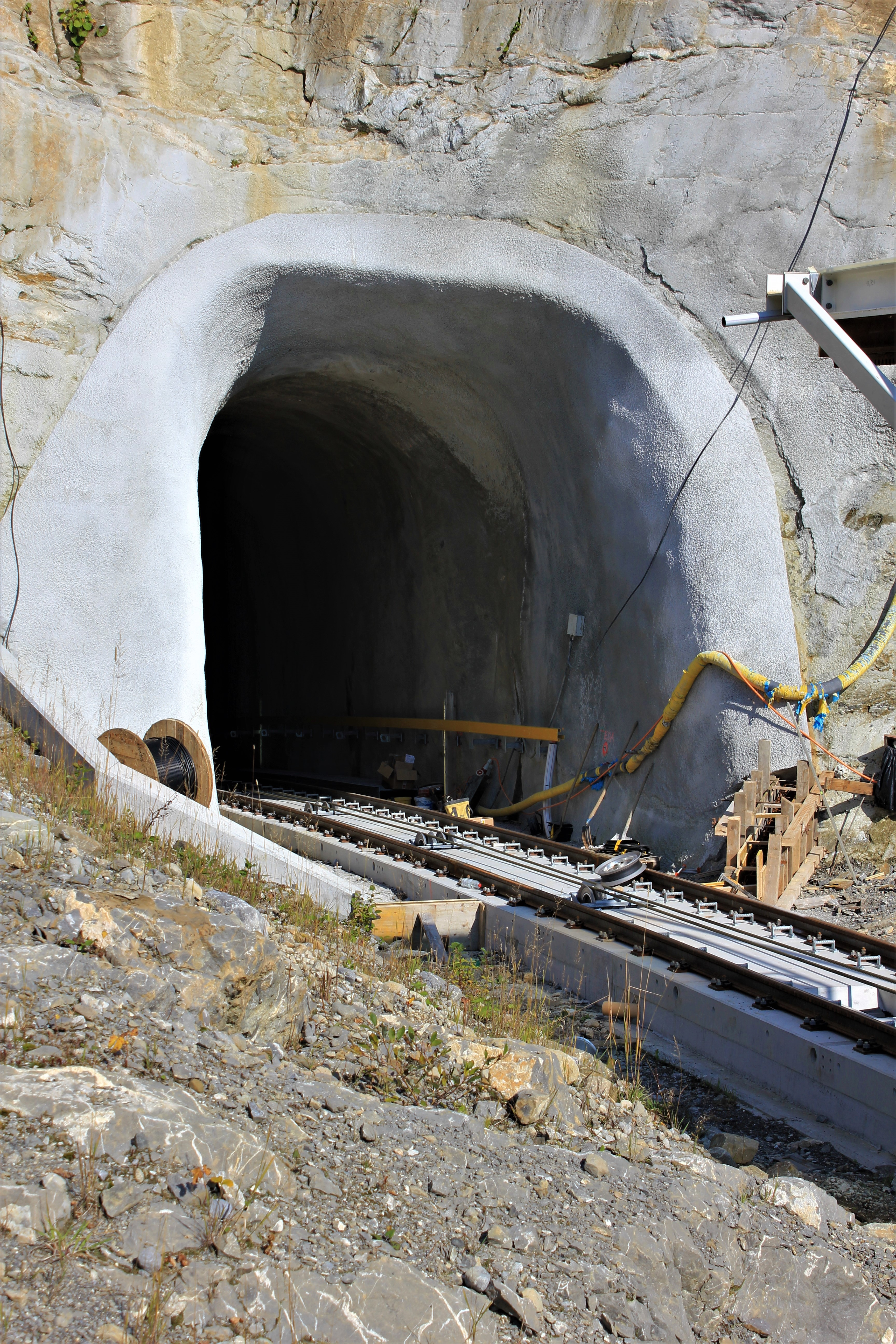
Stoosfluhtunnel (September 2017)

Von 1933 bis 2017 wurde der Stoos durch die Standseilbahn Schwyz–Stoos erschlossen. Die Konzession war für eine Dauer von 80 Jahren vergeben worden, ausserdem galt die Bahn als technisch veraltet. Im Februar 2004 gaben die Gemeinde Morschach und der Regionalverband Rigi-Schwyz eine Machbarkeitsstudie in Auftrag, um verschiedene Varianten für die zukünftige Erschliessung zu analysieren. Die bereits bestehende Bahn hätte umfassend saniert werden müssen, um den gestiegenen Sicherheitsanforderungen zu genügen. Allerdings hätten sich daraus keine nennenswerten Verbesserungen ergeben. Aus diesem Grund beschloss der Verwaltungsrat der Sportbahnen Schwyz-Stoos-Fronalpstock AG (SSSF) im April 2008, das Projekt einer 3S-Bahn vom Hinteren Schlattli nach Stoos weiterzuverfolgen. Ein entsprechender Planungskredit der Gemeinde Morschach wurde am 30. November 2008 in einer kommunalen Volksabstimmung genehmigt.
Dieses Projekt scheiterte ein Jahr später, nachdem festgestellt wurde, dass die 3S-Bahn nur mit unverhältnismässig grossem Aufwand vor Querschlägern aus der östlich gelegenen Schiesssportanlage Selgis geschützt werden kann. Im November 2009 begannen deshalb Planungen für eine neue Standseilbahn auf dem ursprünglich für die 3S-Bahn vorgesehenen Trassee, die im Mai 2010 erstmals der Öffentlichkeit präsentiert wurden. Die SSSF rechnete dabei mit Kosten von 39,5 Millionen Franken und ging von einer Inbetriebnahme zu Beginn der Wintersaison im Dezember 2013 aus. Im Juni 2011 teilte die SSSF mit, dass das Unternehmen Garaventa als Siegerin aus der internationalen Ausschreibung für die elektromechanischen Anlagen hervorging; diese umfassen die Fahrzeuge, die Elektronik und Steuerung der Standseilbahn, die Schienen, Schwellen und Schotterung sowie das Engineering.
Die Volksabstimmungen zu den notwendig gewordenen Zonenplanänderungen in den Gemeinden Schwyz, Morschach und Muotathal am 25. September 2011 ergaben hohe Zustimmungswerte. In einer weiteren Volksabstimmung am 11. März 2012 genehmigten die Stimmberechtigten des Bezirks Schwyz einen Investitionsbeitrag von 5 Millionen Franken; die Zustimmung betrug 77,9 %. Weitere 5 Millionen stammten von der Gemeinde Morschach, 10 Millionen von Bund und Kanton sowie 1,9 Millionen aus dem Regionalpolitik-Fonds des Bundes; den Rest musste die SSSF selbst finanzieren. Mittlerweile waren die Gesamtkosten auf 50 Millionen angestiegen. Erste Rodungsarbeiten begannen im September 2012.
Ebenfalls im September 2012 gewann ein von Implenia angeführtes Konsortium die nach WTO-Kriterien durchgeführte Ausschreibung für die Brücken- und Tunnelbauten, Dämme und Geländeeinschnitte. Dagegen reichte ein unterlegenes Konsortium beim Schwyzer Verwaltungsgericht Beschwerde ein. Dem Rekurs wurde im November 2012 eine aufschiebende Wirkung erteilt. Im Januar 2013 wies das Verwaltungsgericht die Beschwerde ab und beurteilte das Vergabeverfahren als korrekt. Am 1. Mai 2013 wurde die neue Bahn an die Standseilbahn Schwyz-Stoos AG (StSS) ausgelagert, einer 100-prozentigen Tochtergesellschaft der umstrukturierten und umbenannten Stoosbahnen AG. Die Bauarbeiten an der Strecke begannen im Juli 2013 mit mehr als einem halben Jahr Verzögerung. Zu diesem Zeitpunkt strebte man eine Eröffnung zu Beginn der Wintersaison 2015/16 an.
Die Materialseilbahn, mit der Baumaterial und Maschinen hinauf zu den Baustellen transportiert werden sollten, stürzte am 29. November 2013 ein. Dadurch verzögerten sich die Arbeiten erneut um mehrere Monate. Die Bohrarbeiten an den drei Tunneln begannen im Mai 2014, waren aber ebenfalls von Problemen betroffen: Mehrmals mussten Bohrköpfe ausgewechselt werden oder blieben sogar im Fels stecken, wodurch der Eröffnungstermin um weitere zwei Jahre verschoben werden musste und die Kosten sich nunmehr auf 52 Millionen beliefen. Der letzte Tunneldurchstich erfolgte am 15. Februar 2017. Im April 2017 begann der abschliessende Gleisbau mittels einer eigens für dieses Projekt entworfenen Maschine. Bergwärts fahrend verlegte sie vorfabrizierte Beton-Fahrbahn-Elemente von je 5,6 m Länge, inklusive Schienen, Seilrollen und Dienststeg.
Die Einweihung der Bahn wurde am Wochenende vom 15. bis 17. Dezember 2017 gefeiert. Bundespräsidentin Doris Leuthard gehörte am 15. Dezember zu den ersten Fahrgästen. Am 16. Dezember konnte die Bevölkerung der Region Stoos-Muotatal sowie der Standortgemeinde Schwyz die Bahn kostenlos nutzen, am 17. Dezember fand um 12:17 Uhr die offizielle Übergabe an den öffentlichen Verkehr statt.